# Edward Lewandowski (regionalista)
Edward Lewandowski (ur. 2 stycznia 1938 w Czarnocinku, zm. 8 sierpnia 2009 w Ciechanowie) – regionalista związany z Ciechanowem i ziemią ciechanowską.

## Życiorys
Ukończył studia na Wydziale Prawa i Administracji Uniwersytetu Warszawskiego. Pracę zawodową rozpoczął w administracji - do 1975 był naczelnikiem gminy w Grudusku, w 1976 został dyrektorem Wojewódzkiego Domu Kultury w Ciechanowie, a w 1984 - dyrektorem Muzeum Okręgowego w Ciechanowie (do 1990). Działał w Towarzystwie Miłośników Ziemi Ciechanowskiej, był prezesem TMZC w latach 1980-1983 i członkiem Zarządu Towarzystwa w latach 1975-2004. Przewodnik turystyczny, erudyta i świetny gawędziarz, autor kilkudziesięciu książek i kilkuset publikacji prasowych, głównie o historii Ciechanowa i okolic.

## Publikacje zwarte
- Województwo ciechanowskie (1979)
- Ciechanowskie portrety. Dr Franciszek Rajkowski (1843-1908) (1981)
- Ochotnicza Straż Pożarna w Ciechanowie 1882-1982 (1982)
- Bratniacy (1984)
- Dwudziestopięciolecie Towarzystwa Krzewienia Kultury Fizycznej w województwie ciechanowskim (1984)
- Na kolejowym szlaku (1984)
- Szkoły rolnicze w Golądkowie 1924-1984 (1984)
- Mazowszanie zasłużeni dla nauki i techniki (1987; z B. E. Parczyńską)
- Dzieje cukrowni ciechanowskiej w zarysie (1988)
- Zarys dziejów szkół handlowych i ekonomicznych w Ciechanowie (1988)
- Prezydent rodem z Mazowsza (1992)
- Sylwetki nauczycieli ciechanowskich, część I (1994)
- Pedagogiczne Studium Techniczne w Ciechanowie (1995)
- Parafia św. Piotra Apostoła i kościół Chrystusa Miłosiernego w Ciechanowie (1997)
- Produkcyjno-Handlowa Spółdzielnia "Samopomocy" w Ciechanowie d. Gminna Spółdzielnia "Samopomoc Chłopska" w Śmiecinie. Szkic historyczny 1949-1997 (1997)
- Sylwetki nauczycieli ciechanowskich, część II (1997)
- Glinojeck - miasto i gmina (od czasów dawnych do współczesnych) (1998) ISBN 83-910442-0-3
- Robert Bartołd - kronikarz i miłośnik ziemi ciechanowskiej (1998: z R. Marutem) ISBN 83-903633-2-1
- Profesor Stefan Wesołowski (1999)
- Zarys dziejów Banku Spółdzielczego w Ciechanowie 1899-1999 (1999)
- Czesław Słoński - ciechanowski nauczyciel, redaktor, poeta (2000; z R. Marutem)
- Stulecie Banku Spółdzielczego w Płońsku. Zarys dziejów (2000) ISBN 83-913991-0-9
- Alfred Borkowski. Szkic biograficzny (2001)
- Ciechanowianie. Szkice biograficzne, część I (2001)
- Doktor Franciszek Rajkowski i jego Ciechanów (2001)
- Liceum Ogólnokształcące im. Władysława Reymonta w Glinojecku (2001)
- Ciechanowianie. Szkice biograficzne, część II (2002)
- Doktor Leon Rutkowski i jego Płońsk (2002) ISBN 83-902415-6-0
- Gimnazjum nr 3 im. Marii Konopnickiej w Ciechanowie (2002)
- Wieś ciechanowska. Gmina Ciechanów (2002)
- Z dziejów Żuromina i jego Straży (2002)
- Wschodnie losy Ciechanowian (2003)
- Nekropolie Ciechanowa. Cmentarz parafialny przy ul. Płońskiej (2004) ISBN 83-902415-8-7
- Teodor Leonard Młynarski. Szkic do portretu (2004)
- Liceum Ogólnokształcące im. Z. Krasińskiego w Ciechanowie (2005)
- Spółdzielnia Mieszkaniowa "Zamek" w Ciechanowie 1960-2005 (2005)
- Wojna 1920 r. w Ciechanowskiem (2005)
- Nekropolie Ciechanowa. Cmentarz komunalny, część I (2006)
- Ciechanowianie. Szkice biograficzne, część III (2007)
- Ciechanowski słownik biograficzny (2008)

Redaktor opracowania Profesor Bibiana Mossakowska - chirurg w spódnicy. Zbiór artykułów, wywiadów i relacji prasowych z lat 1975-2000 (2000) ISBN 83-914968-0-5, kilku prac zbiorowych, almanachów wierszy wydawanych przez WDK w Ciechanowie. Członek kolegiów i redakcji periodyków: Wieści Glinojecka, Zapiski Ciechanowskie (kilka tomów), Ciechanowskie Studia Muzealne (t. I-II, 1988-1990), Studia Mazowieckie (t. I-VI, 1992-1997) i innych.
Uhonorowany m.in. Krzyżem Kawalerskim Orderu Odrodzenia Polski, odznaką "Zasłużonego Działacza Kultury", Złotą Odznaką "Za Opiekę nad Zabytkami", Kryształowym Sercem, nagrodami Ministra Kultury i Sztuki oraz im. Z. Glogera, wyróżniony tytułem Ciechanowianina Roku 1991.